# Ferdinand I. Habsburški
Ferdinand I. Habsburški, cesar Svetega rimskega cesarstva,* 24. marec 1503, Alcalá de Henares, Španija, † 25. julij 1564, Dunaj, Avstrija.
Ferdinanda, ki je bil od leta 1531 rimsko-nemški kralj, so nekaj mesecev po smrti Karla V. izvolili za cesarja. Na podlagi sklenjenih poročnih pogodb je po katastrofalnem porazu in smrti češkega in ogrskega kralja Ludvika II. v bitki pri Mohaču podedoval njegovo kraljestvo in bil tako izvoljen še za češkega kralja. S tem nasledstvom je nastala enotnost Češke, Ogrske in Avstrije, ki se je obdržala do leta 1918. 
Po smrti cesarja Ferdinanda je v avstrijski veji Habsburžanov prišlo od dinastičnih in deželnih delitev. Nova pravila so nasledstvo v avstrijskih deželah razdelila med tri sinove: Maksimilijan II. Habsburški je kot cesar dobil Zgornjo in Spodnjo Avstrijo, Češko in Ogrsko. Nadvojvoda Ferdinand II. Tirolski, ki se je poročil s trgovčevo hčerko Filipino Welser, je vladal na Tirolskem in v Prednji Avstriji, nadvojvoda Karel II. Avstrijski pa je prejel Štajersko, Koroško, Kranjsko, Gorico, Trst in Istro.